# 岐阜市立陽南中学校
岐阜市立陽南中学校（ぎふしりつ ようなんちゅうがっこう）は、岐阜県岐阜市六条東一丁目にある公立中学校。
旧・岐阜県立岐南工業高等学校跡地、岐阜県道151号岐阜羽島線沿いにあり、岐阜市南部の岐阜市立加納西小学校、岐阜市立三里小学校の生徒が進学する。
1981年（昭和56年）に岐阜市立加納中学校から分離独立し、開校。1986年（昭和61年）には最大の1056名の生徒が在籍した。2006年度（平成18年度）には562名の生徒が在籍している。

## 沿革
- 1980年（昭和55年） - 加納第二中学校（仮称）開校準備委員会発足、陽南中学校に校名決定。
- 1981年（昭和56年） - 岐阜市立加納中学校から分離独立し、岐阜市立陽南中学校開校。
- 1982年（昭和57年） - 体育館完成、校歌制定。
- 1986年（昭和61年） - 柔剣道場完成。
- 2000年（平成12年） - 20周年記念式典挙行。
- 2010年（平成22年） - 30周年記念式典挙行。

## 行事
- YK (野外活動)
各学年4 - 5月に行われる。2019年度は、1年生が岐阜市少年自然の家、2年生が篠島、3年生が志摩スペイン村と熊野古道（2014年度までは車山）。3年生は修学旅行の代わりとなる。
- メイン活動（前期と後期にそれぞれ行われる）
- 体育大会（9月）
1986年までは「陸上競技大会」として県営グランド（現岐阜メモリアルセンター）で行われていたが、ぎふ中部未来博開催のため県営グランド開催が不可能になり、1987年からは学校での開催となった。
- 学年文化交流会（3年生：12月、1〜2年生：1月）
- 陽南文化継承の会（2月）
- 卒業証書授与式（3月）
- 生徒会選挙（前期と後期1度ずつ）

## 周辺施設
- 岐阜県立加納高等学校
- 岐阜県立岐南工業高等学校
- 岐阜市立三里小学校
- 岐阜市立加納西小学校
- カネスエ三里店
- MEGAドン・キホーテUNY岐阜店
- モスバーガー岐阜六条店
- 岐阜六条郵便局
- 六条メディカルモール
- 三里診療所
- 愛宕住宅
- 岐阜駅
- 岐阜シティ・タワー43
- 岐阜スカイウイング37

## 交通
- 岐阜バス
  - 「加納新本町」バス停下車 徒歩5分
    - JR岐阜駅バスターミナル（岐阜駅北）6番のりば、名鉄岐阜のりば（名鉄岐阜駅西）1番のりばより「墨俣」「岐阜聖徳学園大学」「OKBふれあい会館（加納新本町経由）」行きなど

## その他
毎年12月に開かれる全日本実業団対抗女子駅伝大会では、第5中継所となっていた（2010年まで）。2011年からは開催都市が宮城県仙台市に変更される。